# 3-D (I See Stars)
3-D è il primo album in studio del gruppo musicale electronicore statunitense I See Stars, pubblicato il 14 aprile 2009 dalla Sumerian Records.

## Tracce
1. Project Wakeup – 2:25
2. The Common Hours – 3:07
3. 3-D – 3:11
4. Save the Cheerleader, Save the World – 4:06
5. The Big Bad Wolf – 3:41
6. I Am Jack's Smirking Revenge – 3:08
7. Comfortably Confused – 3:00
8. Where the Sidewalk Ends – 2:25
9. Sing This! (featuring Bizzy Bone) – 3:00
10. The Ocean – 1:10
11. What This Means to Me – 3:27

## Formazione
- Devin Oliver - voce melodica
- Brent Allen - chitarra solista
- Jimmy Gregerson - chitarra ritmica
- Jeff Valentine - basso
- Andrew Oliver - batteria, percussioni
- Zach Johnson - voce death, tastiera, sintetizzatore, programmazione